# Сластёны (Чаусский район)
Сластёны (бел. Сласцёны) — агрогородок в составе Каменского сельсовета Чаусского района Могилёвской области Белоруссии.
Административный центр бывшего Сластёновского сельсовета.

## Население
- 2010 год — 242 человека

## Фотогалерея

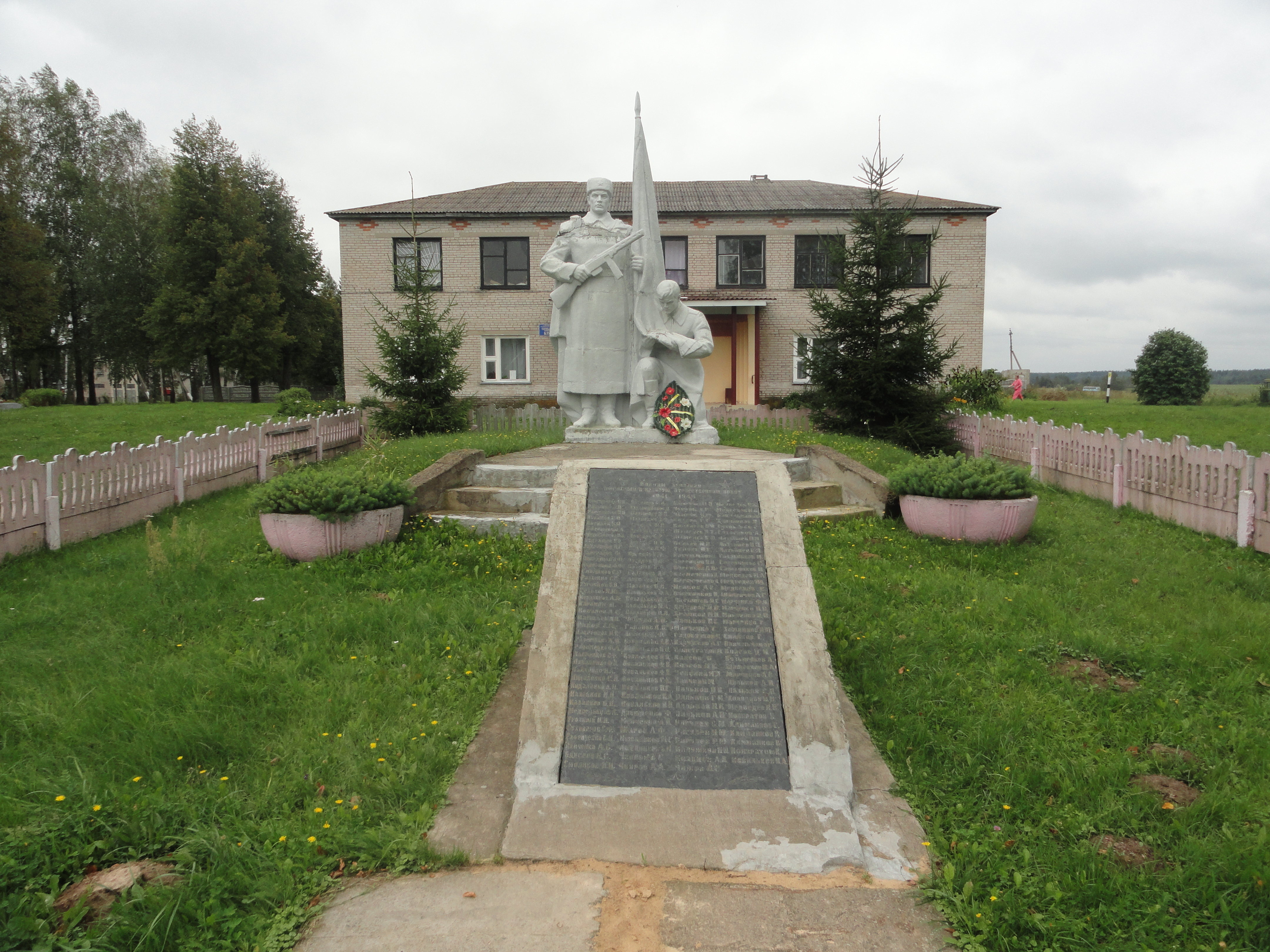
Помятник защитникам Родины в Великую Отечественную войну
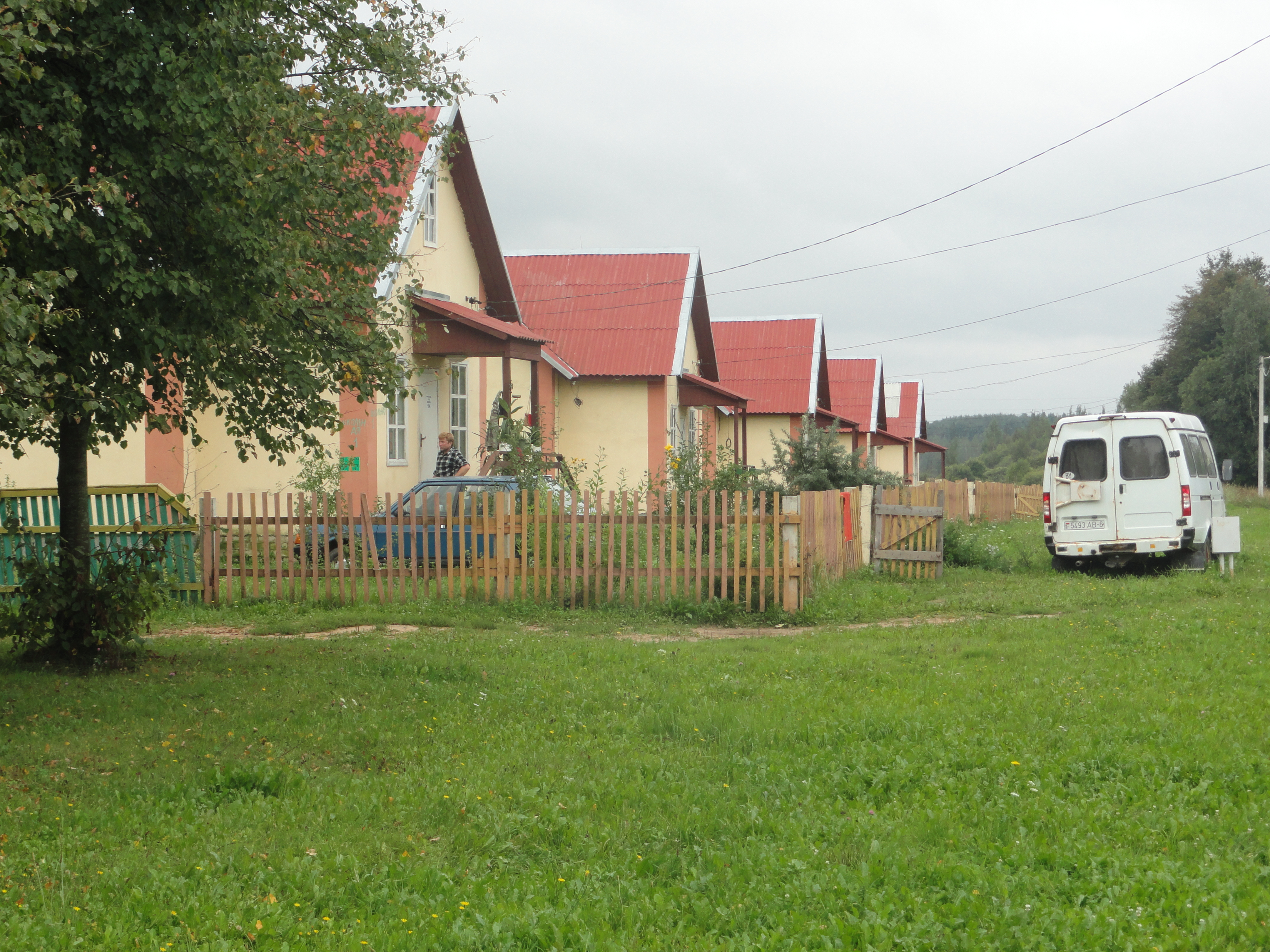
Новые дома агрогородка
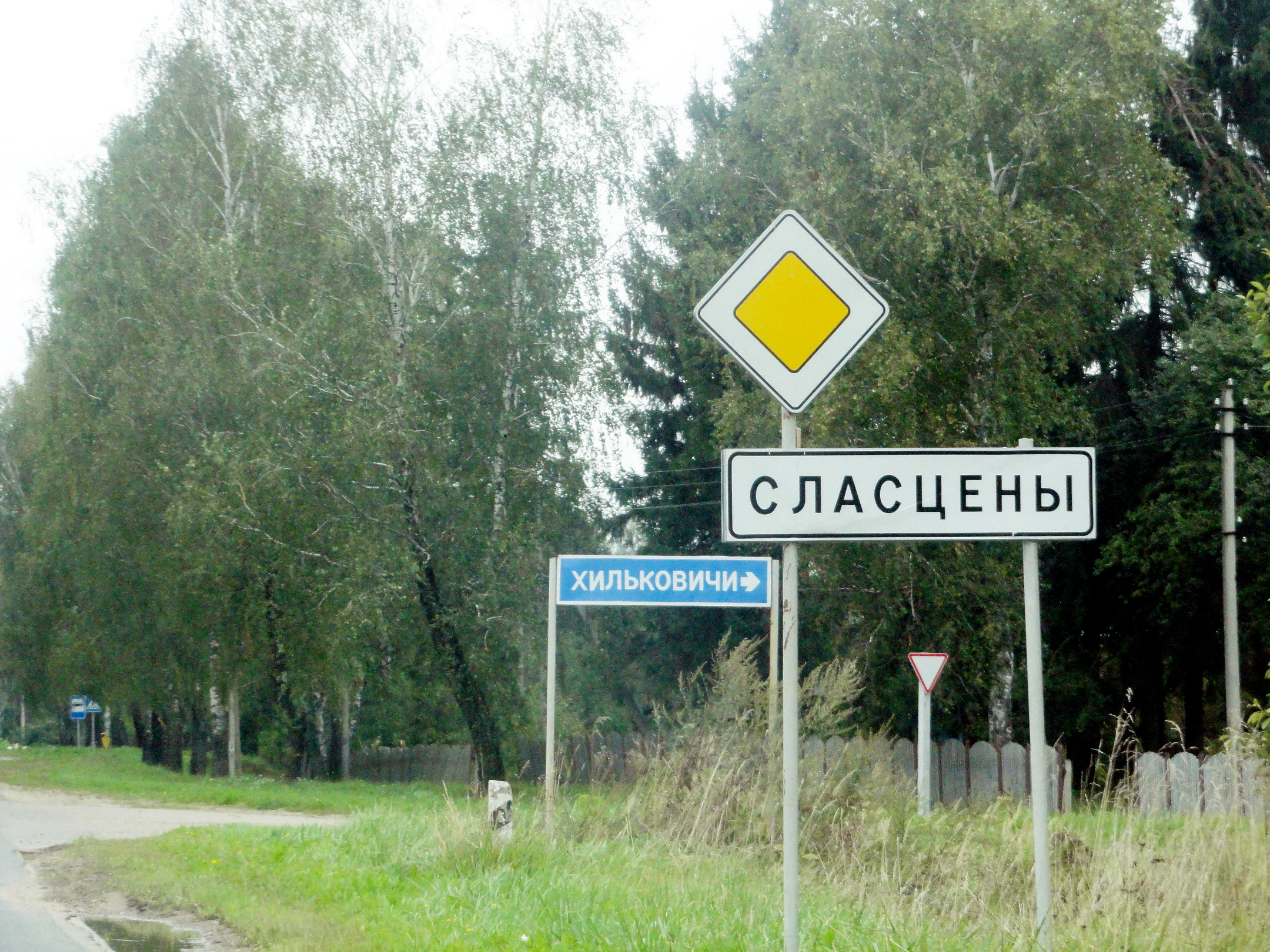
На въезде в Сластёны
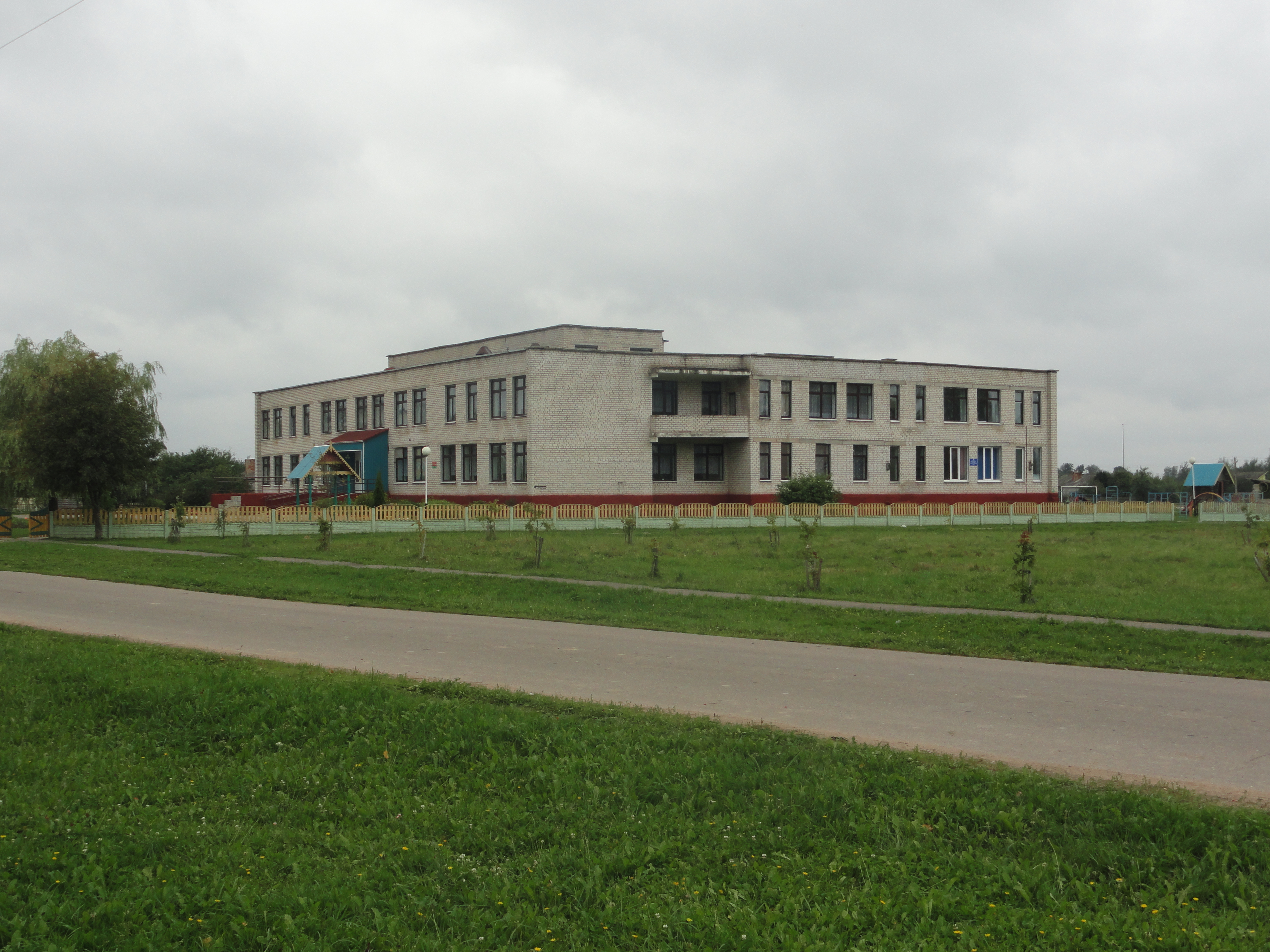
Сластёновская школа
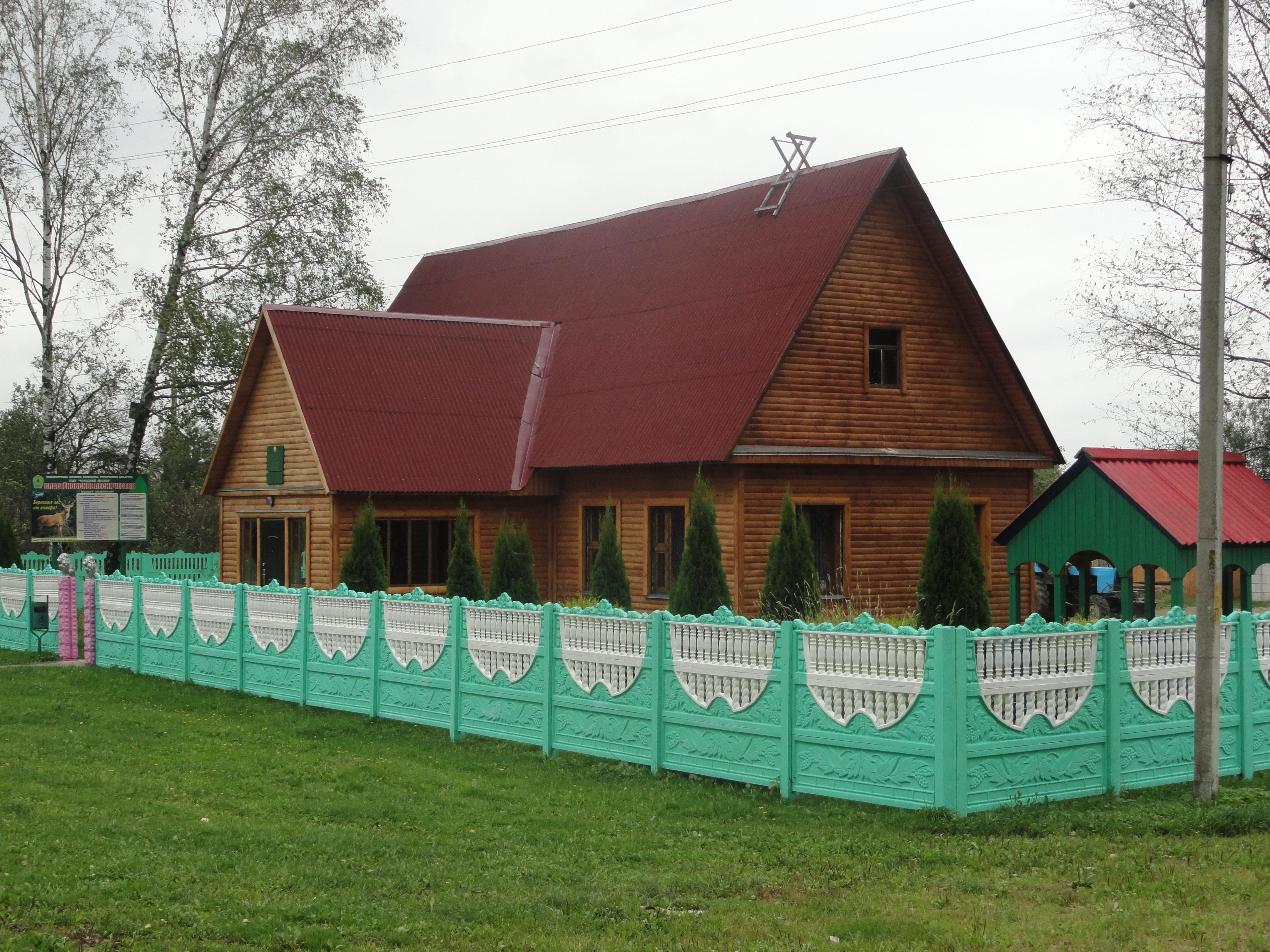
Сластёновское лесничество
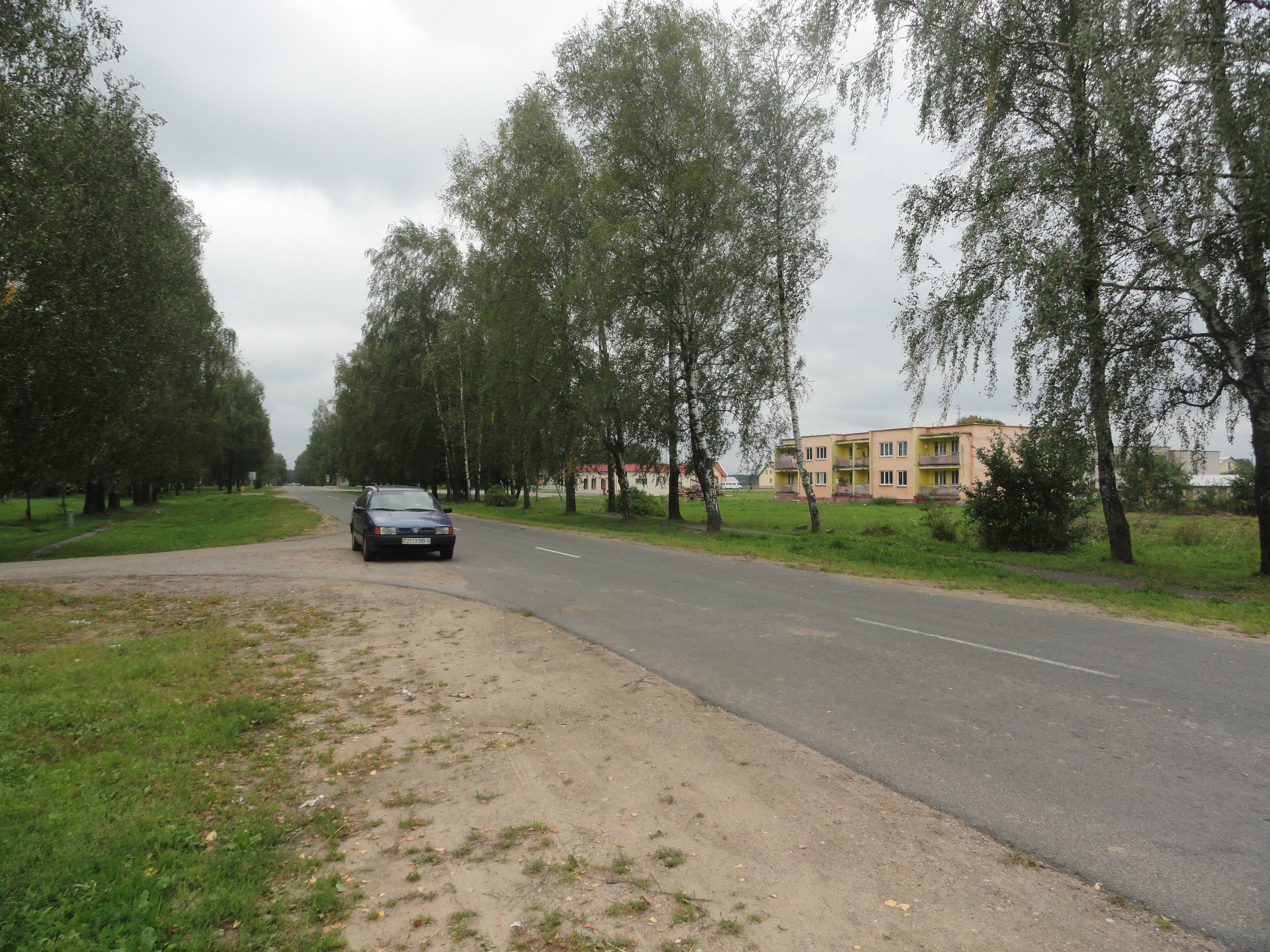
Центр Сластён
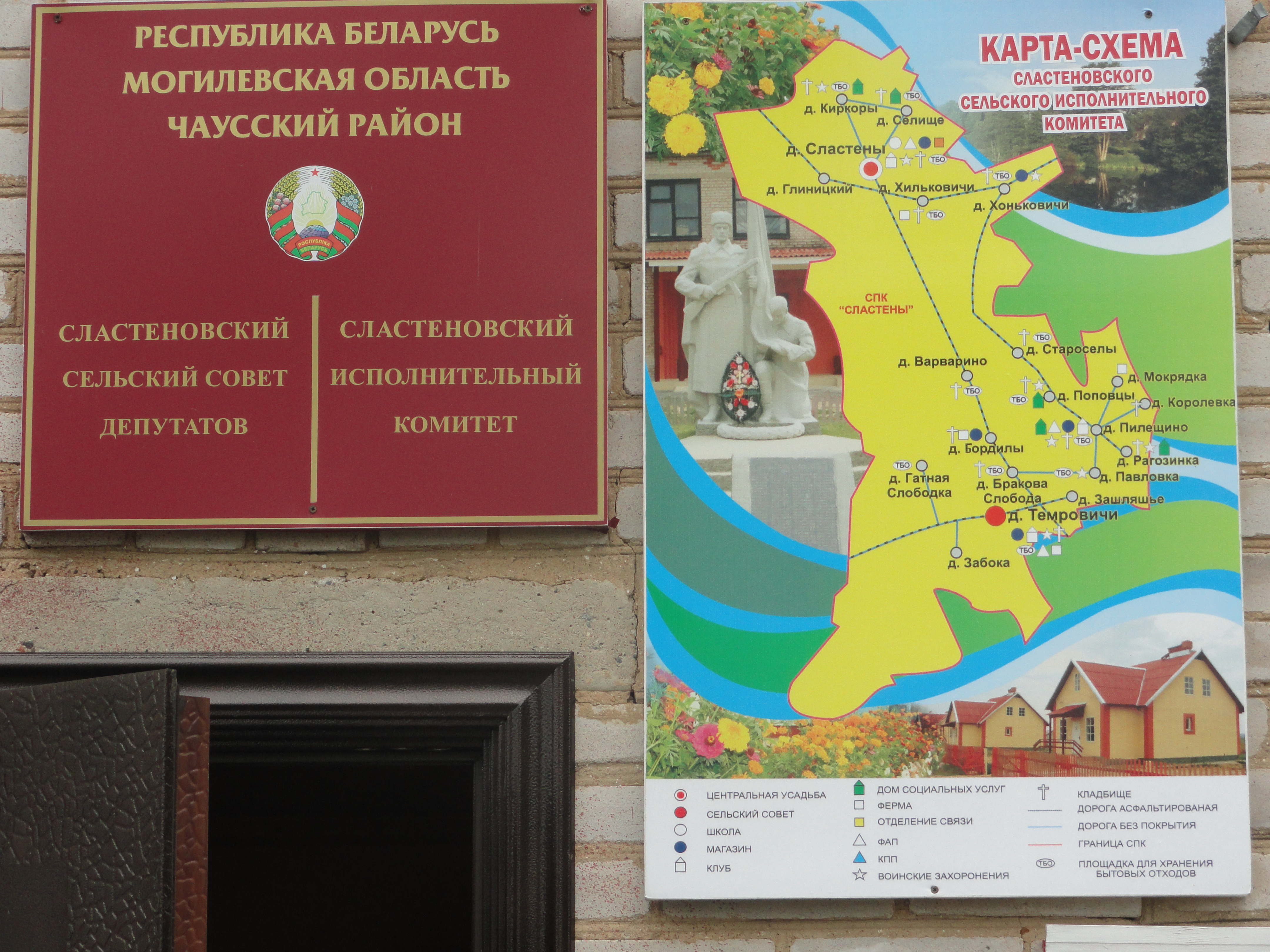
Сельсовет